# Apollinaris Mons
Apollinaris Mons és una estructura geològica del tipus mons a la superfície de Mart, situada amb el sistema de coordenades planetocèntriques a -6.88 ° de latitud N i 176.4 ° de longitud E. Fa 275.4 km de diàmetre. El nom va ser fet oficial per la UAI el 19 de setembre de 2007 i pren el nom d'una característica d'albedo.